# Stonydelph
Stonydelph – dzielnica Tamworth, miasta w Anglii, w hrabstwie Staffordshire, w dystrykcie Tamworth. Leży 38 km na południowy wschód od miasta Stafford i 162 km na północny zachód od Londynu. W 2011 miejscowość liczyła 7862 mieszkańców.